# Адалберо от Вюрцбург
Свети Адалберо (на немски: Adalbero; * ок. 1010, Траун на Дунав, † 6 октомври 1090, Ламбах, Горна Австрия) е от 1045 до 1090 г. епископ на Вюрцбург. В инвеститурната борба той е противник на Хайнрих IV и затова умира извън своето епископство.

## Произход и управление
Адалберо е син на маркграфа на Щирия Арнолд II фон Велс-Ламбах († 1055) от баварския графски род Велс-Ламбахи в Траунгау в днешна Горна Австрия (от фамилията на графовете на Формбах), и съпругата муграфиня Регинлинда от Вердюн от род Вигерихиди.
След следването му в катедралното училище Вюрцбург Адалберо постъпва на служба при крал Хайнрих III. Той го номинира през 1045 г. за последник на Свети Бруно като епископ на Вюрцбург. Адалберо превръща манастира в Ламбах през 1056 г. в бенедиктински манастир.
След смъртта на Хайнрих III Адалберо се ангажира в имперски и дворцови събрания и синоди. Той е съветник и помощник при конфликти. През 1066 г. той венчава във Вюрцбург Хайнрих IV и неговата съпруга Берта от Суза. Заедно с други князе участва през 1075 г. в мира от Шпайер.
В последвалата инвеститурна борба Адалберо е на страната на папа Григорий VII и така има позиция против крал Хайнрих IV. Църковният събор във Вормс (24 януари 1076) е против идеите на Григорий за една универсална църква и сваля папата.
С други князе Адалберо след това през 1077 г. издига херцог Рудолф фон Райнфелден за нов крал. Гражданите на Вюрцбург обаче остават верни на крал Хайнрих и пречат връщането на Адалберо в града. Хайнрих IV поставя през 1077 или 1078 г. Еберхард, епископ на Наумбург, за администратор на Вюрцбург. Еберхард умира през 1079 г. близо до Вюрцбург при падане от кон. Хайнрих IV номинира по-късно анти-епископите за Вюрцбург Майнхард II и по-късно Емехард. Адалберо отказва преговори. През пролетта на 1085 г. той е обявен за свален на събора в Майнц и трябва да отиде в изгнание.
През 1086 г. гегенкрал Херман го връща обратно във Вюрцбург, от където скоро отново е изгонен. Адалберо работи, верен на папата, и съосновава манастир Цвифалтен в Швабия и се ангажира в своя манастир в Ламбах. Той умира на 6 октомври 1090 г. в Ламбах и е погребан в манастирската църква в Пасау, осветена през 1089 г. от младежкия му приятел епископ Св. Алтман от Пасау (1015 – 1091). Скоро след смъртта му Адалберо е почитан като светец в родината му в Горна Австрия.
През 1883 г. папа Лъв XIII официално признава Адалберо за Светия на Световната църква.

## Галерия
- Гробната плоча на Св. Адалберо в манастирската църква Ламбах
- Св. Адалберо